# Tango Notturno
Tango Notturno – niemiecki film z 1937 roku oraz słynne tango z tego filmu skomponowane przez Hans-Otto Borgmanna.
Akcja rozgrywa się w Londynie około połowy lat 30. XX w., bohaterowie są Francuzami, ścieżka dźwiękowa w języku niemieckim.
Reżyseria: Fritz Kirchhoff. Obsada: Pola Negri,  Lina Carstens, Elisabeth Flickenschildt, Waldemar Leitgeb, Albrecht Schoenhals. Film został pierwszy raz pokazany w grudniu 1937 roku.
Tango Notturno było m.in. wykonywane przez Polę Negri i Wierę Gran. W Polsce powstały dwa tłumaczenia: jedno z tekstem Seweryna Mendelsona, napisane dla Wiery Gran, i wersja ze słowami Józefa Lipskiego i Władysława Szlengela; tę ostatnią śpiewali m.in. Mieczysław Fogg i Sława Przybylska.